# Billboardlistans förstaplaceringar 1940
Billboardlistans förstaplaceringar 1940

## Lista
| Datum        | Låt                    | Artist       |
| 27 juli      | I'll Never Smile Again | Tommy Dorsey |
| 3 augusti    | I'll Never Smile Again | Tommy Dorsey |
| 10 augusti   | I'll Never Smile Again | Tommy Dorsey |
| 17 augusti   | I'll Never Smile Again | Tommy Dorsey |
| 24 augusti   | I'll Never Smile Again | Tommy Dorsey |
| 31 augusti   | I'll Never Smile Again | Tommy Dorsey |
| 7 september  | I'll Never Smile Again | Tommy Dorsey |
| 14 september | I'll Never Smile Again | Tommy Dorsey |
| 21 september | I'll Never Smile Again | Tommy Dorsey |
| 28 september | I'll Never Smile Again | Tommy Dorsey |
| 5 oktober    | I'll Never Smile Again | Tommy Dorsey |
| 12 oktober   | I'll Never Smile Again | Tommy Dorsey |
| 19 oktober   | Only Forever           | Bing Crosby  |
| 26 oktober   | Only Forever           | Bing Crosby  |
| 2 november   | Only Forever           | Bing Crosby  |
| 9 november   | Only Forever           | Bing Crosby  |
| 16 november  | Only Forever           | Bing Crosby  |
| 23 november  | Only Forever           | Bing Crosby  |
| 30 november  | Only Forever           | Bing Crosby  |
| 7 december   | Only Forever           | Bing Crosby  |
| 14 december  | Only Forever           | Bing Crosby  |
| 21 december  | Frenesi                | Artie Shaw   |
| 28 december  | Frenesi                | Artie Shaw   |